# منصات

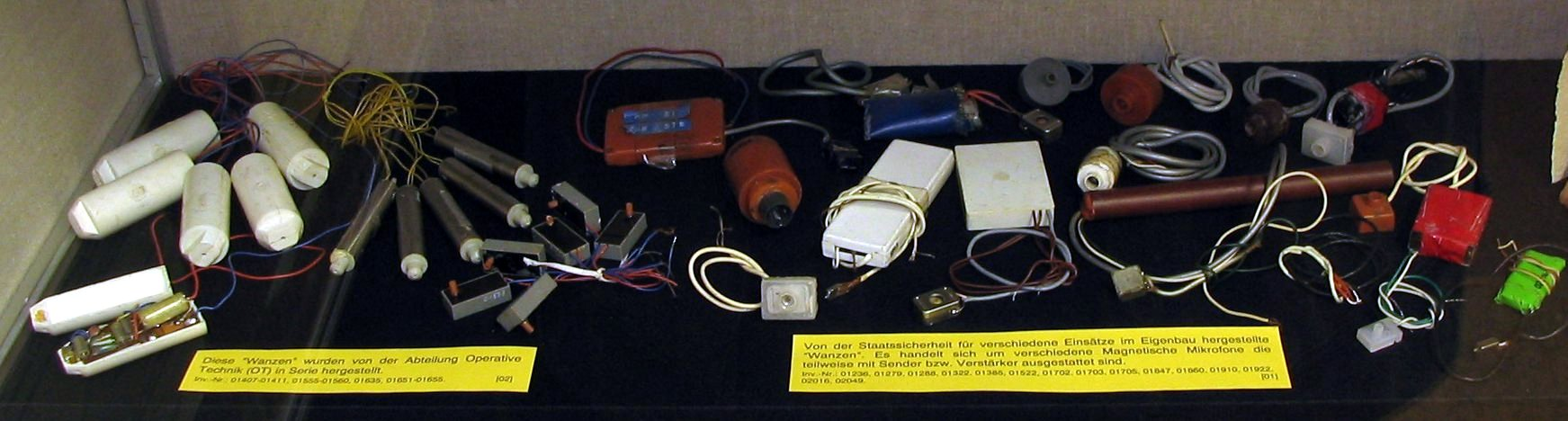
مناصيت للاستخبارات في ألمانيا الشرقية

المِسراق (أداة استراق السمع) أو المِنصات (أداة التنصت) أو جهاز التنصت الخفي يتكون جهاز إرسال لاسلكي مصغر وميكروفون. يعد استخدام أجهزة التنصت أسلوبًا شائعًا في المراقبة والتجسس وتحقيقات الشرطة.